# Chu Doanh
Chu Doanh (chữ Hán: 朱楹; 18 tháng 10 năm 1383 – 9 tháng 10 năm 1417), được biết đến với tước hiệu An Huệ vương (安惠王), là hoàng tử của Minh Thái Tổ Chu Nguyên Chương, hoàng đế đầu tiên của nhà Minh. 

## Cuộc đời
Chu Doanh sinh năm Hồng Vũ thứ 16 (1383), là hoàng tử thứ 22 của Minh Thái Tổ, không rõ mẹ là ai. Tháng 4 năm Hồng Vũ thứ 24 (1391), ông được phong làm An vương (安王), cùng năm đó lấy con gái thứ ba của Từ Đạt, lập làm An Vương phi. Từ thị là em gái của Nhân Hiếu Văn Hoàng hậu, chánh cung của Minh Thành Tổ, và Đại Vương phi, chánh thất của Đại Giản vương Chu Quế.
Năm Vĩnh Lạc thứ 6 (1408), An vương Chu Doanh đến đất phong ở Bình Lương (nay là một phần của Cam Túc). Vào năm thứ 15 (1417), ông qua đời ở tuổi 35, không con nối dõi, ban thụy là Huệ (惠). Tương Lăng Quận vương Chu Xung Mộc, con thứ hai của Hàn Hiến vương Chu Tùng, thấy tẩm mộ của Chu Doanh không ai trông coi nên đã xin triều đình được chăm sóc phần mộ cho người chú.